# 芭尔芭拉·涅姆奇克
芭尔芭拉·涅姆奇克（波蘭語：Barbara Niemczyk，1942年11月13日—），旧姓赫梅尔（Hermel），波兰女子排球运动员。她曾代表波兰国家队参加1964年和1968年夏季奥林匹克运动会排球比赛，获得二枚铜牌。